# Южный речной вокзал
Южный речной вокзал — один из двух пассажирских речных вокзалов Москвы (вместе с Северным). 
Расположен в Южном административном округе в районе Нагатинского Затона на левом берегу Нагатинской поймы, в месте спрямления русла Москвы-реки.

## Расположение
Южный речной вокзал несколько раз менял своё местоположение. С 1932 года он находился в Кожуховской (Южной) гавани  Московско-Окского управления речного пароходства (МОУРП), расположенной на берегу Москвы-реки около деревни Кожухово, выше Перервинской плотины. 
Перед войной вокзал перенесли выше по течению реки, организовав его в специально построенном деревянном здании, расположенном на месте нынешней Академии водного транспорта. В 1972 году деревянное здание передали  Московскому филиалу ЛИВТа под лабораторный корпус, а Южный речной вокзал разместили на установленном поблизости на этом же правом берегу Москвы-реки дебаркадере. Следующее здание было возведено на левом берегу. 

## Здания

### Деревянное здание (1932—1972)
Первое здание Московского речного вокзала было построено в 1932 году по проекту Романа Хигера и находилось по адресу Варшавское шоссе, д. 3, у Даниловского моста. Южная (Кожуховская) гавань тогда была конечной точкой Московско-Окского водного пути. Отсюда отправлялись пароходы, идущие на Оку, Волгу и Каму.
Здание состояло из двух павильонов — пригородного и основного — соединённых одноэтажным переходом, и было построено из дерева. Только центральные части павильонов были сложены из кирпича. Лёгкий первый этаж контрастировал с восьмигранной вершиной двухэтажного центрального павильона. Вертикальная ось восьмигранника продолжалась куполом и завершалась шпилем, увенчанным шаром — в нём предполагалось установить сильный источник света.
В проекте вокзала большое внимание уделялось гармонии цвета и плавному переходу одного пространства в другое. Колоннада главного вестибюля пересекалась перспективой на парадную лестницу, которая вела в зал ожидания, расположенный в восьмиграннике второго этажа. Там же располагался ресторан, купол которого был окрашен в тёмно-ультрамариновый цвет и покрыт рельефными звёздами, передавая настроение южного неба.
Первый этаж основного павильона делился на целевые зоны: слева находились комнаты матери и ребёнка, справа — служебные помещения, на втором этаже — гостиница для пассажиров. В отделке использовались разные оттенки жёлтого и кофейного цветов, но при переходе в зал ожидания кессоны потолка окрашены в ультрамариновый цвет, чтобы подготовить зрителя к восприятию интенсивно синего купола.
В пригородном павильоне находились зал ожидания, кассы и уборные комнаты. Цветовое решение интерьера гармонировало с основным павильоном: использовались светло-кофейные, жёлтые и кирпичные оттенки.
На момент строительства вокзала уже существовал план реконструкции района, поэтому здание было поставлено на земляную насыпь и считалось временным.
В 1972 году деревянное здание передали  Московскому филиалу ЛИВТа под лабораторный корпус, а Южный речной вокзал разместили на установленном поблизости на этом же правом берегу Москвы-реки дебаркадере. 

### Дебаркадер (1972—1985)
С 1972 года, после углубления Новинского рукава, Южный речной вокзал был переведён ниже по течению и располагался на временном дебаркадере, стоявшем у правого берега реки Москвы на Нагатинской набережной (современный причал «Кленовый бульвар», в районе пересечения набережной и одноимённого бульвара, вблизи Нагатинского метромоста). Прежнее деревянное здание вокзала было разобрано в связи с реконструкцией Нагатинской набережной.
Находящийся на дебаркадере вокзал обслуживал пассажиров транзитной линии Москва — Горький — Москва (маршрут Московская кругосветка), местных линий Москва — Рязань, Москва — Константиново.

### Позднесоветское здание (1985-2021)
В 1979 году приступили к проектированию нового здания Южного речного вокзала на левом берегу Нагатинского спрямления. В 1985 году строительство  здания Южного речного вокзала из железобетонных конструкций с большой площадью остекления было завершено. 

Длина причальной стенки МЮРВ, входившего в то время в состав Московского пассажирского управления Московского речного пароходства, составила 501 погонный метр. Первые четыре причала предназначались для приёма транзитных пассажирских и туристических судов, пятый и шестой причалы — для водоизмещающих теплоходов, работающих на внутригородских линиях, седьмой, восьмой и девятый причалы, оборудованные банкетками, предназначались для швартовки СПК типа «Ракета».
Позднесоветский Южный речной вокзал был построен в 1985 году и открыт для пассажиров с 1986-го. Некоторые источники приписывают авторство проекта Алексею Рухлядеву, архитектору Северного речного вокзала Москвы. Однако Алексей Рухлядев умер в 1946 году, тогда как современное здание вокзала построено в 1985-м. Согласно другой версии, автором проекта современного Южного речного вокзала является Юрий Коган, архитектор Гипроречтранса и автор аналогичных сооружений в Самаре и других городах.
Новое двухэтажное здание вытянуто вдоль берега и выдержано в стиле советского модернизма с характерным массовым остеклением и общим урбанистическим дизайном. Декоративным украшением здания занимался художник Борис Орлов.
На фасаде здания была расположена скульптурная группа, автором которой был Салават Щербаков: пять женских фигур символизировали пять морей, с которыми Москва соединена водными путями: Азовское, Балтийское, Белое, Каспийское, Чёрное.
На торцевой части фасада находилась ещё одна скульптура — большой компас с символом Москвы в центре.
Здание венчал высокий шпиль с наконечником в виде силуэта парусника.
Первым от вокзала отправился теплоход «Павел Юдин», туристическим рейсом до Астрахани.
С начала 2000-х годов в здании вокзала располагалась ярмарка детских товаров.
Руководство вокзала в 2008 году сообщало о намерении провести реконструкцию всей территории и сохранить все его функции. Однако после ремонта 2013 года со здания исчезли скульптуры и знак «Южный речной порт».
Последний раз в Южном речном порту проходило праздничное открытие сезона прогулочной навигации в 2012 году, с 2013-го мероприятие проходит на причале парка им. Горького.
По сведениям ТАСС, в мае 2017 года Правительство Москвы обращалось в Арбитражный суд столицы с иском о сносе здания вокзала как незаконной постройки. В иске было указано, что здание было реконструировано незаконно и с «существенными нарушениями градостроительных норм». Решением Арбитражного суда города Москвы от 26 октября 2018 года в иске было отказано.
В процессе последующей реконструкции здание было полностью снесено за исключением одной кирпичной стены, сохраненной внутри интерьера нового здания с экспозиционной целью: «внутри [реконструированного] здания сохранен оригинальный фрагмент кирпичной стены 1985 года», сообщает портал московской мэрии в 2023 году. 
От авторского дизайна и скульптурной отделки здания Щербакова и Орлова ничего не осталось, вместо них помещены симулякры: «Весь контур фасадов Южного речного вокзала был уничтожен. Искажены пропорции, исчез запоминающийся силуэт. Это не реставрация как таковая, что очевидно невооруженным глазом, а варварское разрушение очень удачного архитектурного и скульптурного ансамбля 1980-х годов. От этого образа ничего не осталось».

### Современное здание (с 2023)
В апреле 2021 года началась масштабная реконструкция вокзала, фактически оно было возведено заново с изменением материалов, пропорций и декора (см. выше). 
Открытие нового здания состоялось 28 апреля 2023 года.
Первый рейс круизного теплохода после ремонта прибыл на Южный речной вокзал 8 мая 2023 года. Открыл новую страницу в истории вокзала теплоход «Бородино».